# KM3NeT
Нейтринный телескоп KM3NeT - Европейская исследовательская инфраструктура, расположенная на дне Средиземного моря. Она включает в себя подводные нейтринные телескопы, регистрирующие излучение Вавилова - Черенкова, предназначенные для обнаружения и изучения нейтрино из удалённых астрофизических источников, а также из нашей собственной атмосферы, что значительно способствует развитию знаний как в области астрофизики, так и физики частиц.
Телескопы состоят из тысяч оптических сенсорных модулей, которые обнаруживают черенковское излучение глубоко в море от заряженных частиц, возникающих при взаимодействии нейтрино с водой или горными породами вблизи детектора. Положение и направление оптических модулей, а также время прибытия света на фотоумножители регистрируются с высокой точностью. Свойства частиц, такие как их траектория и энергия, реконструируются из этих измерений.
Проект KM3NeT предусматривает строительство нескольких детекторов в глубинах Средиземного моря вдоль южного побережья Европы: KM3NeT-Fr (около Тулона, Франция) размещает детектор ORCA (англ. Oscillation Research with Cosmics in the Abyss), KM3NeT-It (около Портопало-ди-Капо-Пассеро, Сицилия, Италия) размещает детектор ARCA (англ. Astroparticle Research with Cosmics in the Abyss). Оба детектора собирают данные со второй половины 2010-х годов. KM3NeT-Gr (около Пилоса, Пелопоннес, Греция) доступен для расширения исследовательской инфраструктуры KM3NeT для следующего этапа.
Проект KM3NeT продолжает работу, проделанную для нейтринного телескопа ANTARES, который располагался у побережья Франции и собирал данные с 2008 по 2022 год.
Управление строительством и эксплуатация KM3NeT осуществляется международным сотрудничеством с участием более 68 институтов из 21 страны мира. Коллаборация KM3NeT состоит из около 360 ученых, а также инженеров и техников.

## Научные цели
Основными целями коллаборации KM3NeT являются:
1. Открытие и последующее наблюдение источников нейтрино высокой энергии во Вселенной, изучение широкого спектра космических объектов, таких как остатки сверхновых, гамма-всплески, сверхновые или сталкивающиеся звезды. Идентифицируя нейтрино из этих источников, KM3NeT стремится предоставить информацию о происхождении космических лучей и механизмах, происходящих в некоторых из самых экстремальных событий во Вселенной.
2. Детальные исследования фундаментальных свойств нейтрино, таких как нейтринные осцилляции, в частности для определения порядка масс нейтрино[англ.] путем измерения осцилляций атмосферных нейтрино. Способность различать различные состояния масс нейтрино предоставит важную информацию о природе нейтрино и их роли в Стандартной модели физики элементарных частиц.

Помимо этих основных научных целей, телескоп служит инструментом по поиску темной материи во Вселенной. Кроме того, исследовательская инфраструктура содержит приборы для других наук, таких как морская биология, океанография и геофизика, для долгосрочного мониторинга глубоководной среды и морского дна на глубинах в несколько километров.
Детектор ARCA представляет собой телескоп размером в кубический километр, который предназначен для поиска источников нейтрино в космосе. Детектор ORCA оптимизирован для измерения свойств самой частицы нейтрино и, таким образом, для исследования вопросов, связанных с физикой элементарных частиц.

## Дизайн детекторов

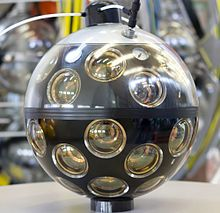
Цифровой Оптический Модуль (ЦОМ, англ. DOM) KM3NeT в лаборатории

Инфраструктуры во Франции и Италии спроектированы так, чтобы состоять из почти 200 000 детекторов света, ФотоЭлектронных Умножителей (ФЭУ), распределенных в трех, так называемых, строительных блоках: два для KM3NeT/ARCA и один для KM3NeT/ORCA. Строительный блок состоит из 115 гибких вертикальных струн (линий) - или Детекторных Блоков (ДБ, англ. DU), - закрепленных на морском дне. На каждом ДБ располагаются 18 устойчивых к давлению Цифровых Оптических Модулей (ЦОМ, англ. DOM), и каждый ЦОМ состоит из 31 ФЭУ. Таким образом, каждый строительный блок представляет собой трехмерный массив фотодатчиков, которые могут использоваться для обнаружения черенковского излучения, создаваемого релятивистскими частицами, возникающими в результате взаимодействия нейтрино.
Детектор ARCA, расположенный на месте установки KM3NeT-It, находится на глубине 3450 м. Он оптимизирован для обнаружения высокоэнергетических космических нейтрино в диапазоне ТэВ–ПэВ за счет большого расстояния между оптическими модулями: 18 ЦОМ примерно равномерно распределены на струнах длиной около 700 м, на расстоянии около 90 м друг от друга.
Детектор ORCA, расположенный на месте установки KM3NeT-Fr, находится на глубине 2475 м. Благодаря более близкому расположению оптических модулей, детектор ORCA оптимизирован для обнаружения нейтрино в диапазоне энергий ГэВ. ORCA будет состоять из 115 струн, находящихся на расстоянии около 20 м друг от друга, с вертикальным расстоянием между оптическими модулями в струне в 9 м. Общий диаметр детектора ORCA составляет около 210 м, а длина струн - 200 м.
Положение оптических модулей и время регистрации света на фотоумножителях измеряются с высокой точностью. Каждый оптический модуль имеет диаметр около 44 сантиметров (17 дюймов), содержит 31 трехдюймовый ФЭУ с соответствующей электроникой и подключен к берегу через широкополосную оптическую сеть. Оптические модули подключаются к станциям управления на берегу через электрооптическую сеть кабелей и распределительных коробок на морском дне для подачи электроэнергии, управления детекторами и передачи данных.
Поскольку струны с оптическими модулями находятся в движении из-за глубоководных течений, положение и ориентация оптических модулей и, следовательно, ФЭУ внутри них динамически отслеживаются с помощью акустической и компасной систем соответственно. В каждом оптическом модуле для калибровки времени используются управляемые светодиодные импульсные генераторы.
На берегу каждого места установки KM3NeT сеть компьютеров выполняет первую фильтрацию данных перед их потоковой передачей в центральный центр обработки данных для хранения и дальнейшего анализа учеными KM3NeT.
Строительство и развертывание многих частей детектора проиллюстрированы в нескольких видеороликах.

## История строительства
Конструкция нейтринного телескопа KM3NeT является модульной, а строительство разделено по времени. В 2012 году реализация исследовательского проекта KM3NeT началась со строительства инфраструктур на морском дне на площадках KM3NeT-Fr и KM3NeT-It. Прототип оптического модуля KM3NeT успешно собирал данные в течение примерно года в 2013-2014 годах в составе телескопа ANTARES. На месте установки KM3NeT-It прототип струны собирал данные в 2014–2015 годах, также в течение примерно одного года.
Вторая фаза строительства включает завершение установки детекторов ARCA и ORCA на площадках KM3NeT-It и KM3NeT-Fr соответственно. В период с 2017 по 2024 год было установлено 24 струны ORCA, и 33 струны ARCA. Таким образом, на конец 2024 года >10% детектора собирали данные.

## Научные результаты
С частичными конфигурациями детекторов, коллаборация KM3NeT уже опубликовала несколько интересных результатов в рецензируемых научных журналах, среди которых:
С использованием всего 6 струн детектора ORCA были измерены параметры осцилляций атмосферных нейтрино, которые составили sin2(θ23) = 0,51+0,04
−0,05 и ∆m231 = 2,18+0,25
−0,35 × 10−3 эВ2 {\displaystyle \cup } { -2.25, -1.76 } × 10−3 эВ2 с доверительным интервалом в 68%.
Поиск нейтрино был выполнен с использованием данных KM3NeT для третьего наблюдательного цикла гравитационно-волновых обсерваторий LIGO и Virgo в 2019-2020 годах. Оба поиска не выявили статистически значимого сигнала для источников в каталогах гравитационных волн. Для каждого источника были установлены верхние пределы потока нейтрино и полной энергии, излучаемой нейтрино в соответствующих диапазонах энергий. Также были выполнены анализы бинарных слияний черных дыр и слияний нейтронных звезд и черных дыр для ограничения характерного излучения нейтрино из этих источников.
С установленными 10 линиями ORCA и 21 линией ARCA было проведено исследование необычайно яркого временного явления, обнаруженного детектором по мониторингу Гамма-всплесков 9 октября 2022 года на телескопе Fermi. Не было обнаружено никаких потенциальных нейтринных событий, совпадающих с местоположением гамма-всплеска. Были представлены верхние пределы соответствующего нейтринного излучения.
Было опубликовано много других исследований по следующим темам: распад нейтрино, стерильные нейтрино, нестандартные взаимодействия нейтрино, поиски темной материи, квантовая декогеренция в осцилляциях нейтрино, атмосферные мюоны, диффузный поток нейтрино, излучение точечных источников, Галактики со вспышкой звездообразования, Сверхновые звезды, и комбинированные анализы с другими экспериментами, такими как JUNO и CTA.
Кроме того, на основе детального моделирования методом Монте-Карло перспективы детекторов ORCA и ARCA представлены, например, в публикациях:.
Полный список научных и технических статей KM3NeT можно найти на сайте INSPIRE-HEP. KM3NeT стремится к публикации в открытом доступе.

## Обнаружение события нейтрино сверхвысокой энергии KM3-230213A
Мюон чрезвычайно высокой энергии, прошедший через детектор ARCA на площадке KM3NeT-It, был зарегистрирован 13 февраля 2023 года в 01:16:47 UTC. Данное событие было названо KM3-230213A. На момент наблюдения работала 21 струна ARCA. Траектория мюона была восстановлена используя измеренное время и положение первых зарегистрированных фотонов на фотоумножительных трубках в оптических модулях.
Направление KM3-230213A реконструировано как почти горизонтальное, на 0.6 градуса выше горизонта. Измеренная энергия мюона составляет 120 ПетаэлектронВольт (ПэВ) с погрешностью от +110 ПэВ до −60 ПэВ. Учитывая чрезвычайно высокую энергию и его направление около горизонта, мюон, скорее всего, возник в результате взаимодействия космического нейтрино еще более высокой энергии вблизи детектора. Энергия нейтрино, которое производит такие мюоны в детекторе ARCA, оценивается в 220 ПэВ. KM3-230213A является самым высокоэнергетическим нейтринным событием, наблюдавшимся до сих пор.
Огромная энергия позволяет предположить, что нейтрино могли возникнуть в ином космическом ускорителе, чем нейтрино с более низкой энергией, или что это может быть первое обнаружение космогенного нейтрино, возникшего в результате взаимодействия космических лучей сверхвысокой энергии с фоновыми фотонами во Вселенной.

## Глобальная сеть нейтрино
Вместе с ANTARES, Байкальским нейтринным телескопом, IceCube, P-ONE и RNO-G, KM3NeT является частью глобальной сети нейтрино (англ. Global Neutrino Network).